# Joanna Zeiger
Joanna Sue Zeiger (* 4. Mai 1970 in Baltimore) ist eine ehemalige US-amerikanische Triathletin. Sie ist Olympionikin (2000), zweifache Ironman-Siegerin (2005, 2006) und Ironman 70.3-Weltmeisterin (2008).

## Werdegang
Joanna Zeiger studierte an der Brown University, später an der Johns Hopkins University und sie war erfolgreich im Schwimmsport aktiv. 1992 fing sie auch mit Laufen und dem Radsport an.
1997 wurde sie zum „Amateur Triathlete of the Year“ gewählt und seit 1998 startete sie als Profi-Triathletin. Zeiger war sehr vielseitig und im Triathlon sowohl bei Rennen auf der Kurz- als auch auf der Langdistanz aktiv.

### Olympischen Sommerspiele 2000
Im September 2000 ging sie bei den Olympischen Sommerspielen in Sydney an den Start, wo sie Vierte wurde. Sechs Wochen später wurde sie auf der Langdistanz Sechste beim Ironman Hawaii (Ironman World Championship). In diesem Jahr wurde sie auch US-amerikanische Meisterin auf der Kurzdistanz und sie wurde vom USOC (United States Olympic Committee) als „Triathlete of the Year“ ausgezeichnet.
2001 wurde sie Dritte bei der ITU-Weltmeisterschaft auf der Triathlon-Kurzdistanz.
2005 konnte sie in Brasilien ihren ersten Sieg über die Ironman-Distanz (3,8 km Schwimmen, 180 km Radfahren und 42,195 km Laufen) erreichen.

### Siegerin Ironman 70.3 World Championships 2008
Im November 2008 wurde Joanna Zeiger in Florida Weltmeisterin über die Ironman 70.3-Distanz.
Während der Vorbereitung zur Titelverteidigung im Jahr 2009 wurde Zeiger in einen schweren Radunfall verwickelt und sie beendete ihre Triathlon-Karriere.
Sie ist nach ihrer aktiven Zeit im Laufsport und Cross-Country aktiv und als Coach tätig. 2014 und erneut 2015 konnte sie in Houston die USA Half Marathon Championships in der Klasse Masters gewinnen.

## Sportliche Erfolge
| Datum/Jahr    | Rang | Wettbewerb                                 | Austragungsort       | Zeit     | Bemerkung |
| ------------- | ---- | ------------------------------------------ | -------------------- | -------- | --- |
| 25. Okt. 2009 | 1    | Ironman 70.3 Austin                        | Austin               | 04:14:53 | |
| 5. Apr. 2009  | 3    | Ironman 70.3 New Orleans                   | New Orleans          | 04:22:25 | |
| 8. Nov. 2008  | 1    | Ironman 70.3 World Championships           | Clearwater           | 04:02:48 | Zeiger holte sich den Weltmeistertitel über die halbe Ironman-Distanz (1,9 km Schwimmen, 90 km Radfahren und 21,1 km Laufen). |
| 14. Sep. 2008 | 1    | Ironman 70.3 Muskoka                       | Huntsville           |          | |
| 10. Aug. 2008 | 1    | 5430 Long Course Triathlon                 | Boulder              | 04:18:07 | |
| 20. Juli 2008 | 1    | Vineman Ironman 70.3                       | Sonoma County        | 04:19:58 | |
| 29. Juni 2008 | 2    | Ironman 70.3 Buffalo Springs               | Lubbock              |          | |
| 8. Juni 2008  | 1    | Eagleman Ironman 70.3                      | Cambridge (Maryland) | 04:22:32 | |
| 2007          | 2    | 5430 Long Course Triathlon                 | Boulder              |          | |
| 2006          | 1    | 5430 Long Course Triathlon                 | Boulder              | 04:27:34 | |
| 2005          | 1    | St. Croix Triathlon                        | Saint Croix          |          | |
| 6. Juni 2004  | 3    | Escape from Alcatraz Triathlon             | San Francisco        | 02:11:36 | hinter der Siegerin Michellie Jones                                                                                           |
| 2003          | 1    | Ironman 70.3 Buffalo Springs               | Lubbock              |          | |
| 2003          | 2    | USA Triathlon Elite National Championships | San Francisco        | 02:05:30 | zweiter Rang hinter Laura Reback                                                                                              |
| 2003          | 2    | St. Croix Triathlon                        | St. Croix            |          | |
| 5. Mai 2002   | 1    | St. Croix Triathlon                        | St. Croix            |          | |
| 2002          | 1    | Vineman Ironman 70.3                       | Sonoma County        |          | |
| 22. Juli 2001 | 3    | ITU Triathlon World Championship           | Edmonton             |          | Dritte bei der ITU-Kurzdistanz-Weltmeisterschaft                                                                              |
| 2001          | 1    | St. Croix Triathlon                        | St. Croix            |          | |
| 2001          | 1    | Ironman 70.3 Buffalo Springs               | Lubbock              |          | |
| 16. Sep. 2000 | 4    | Olympische Sommerspiele 2000               | Sydney               |          | 1,5 km Schwimmen, 40 km Radfahren und 10 km Laufen                                                                            |
| 7. Mai 2000   | 1    | St. Croix Triathlon                        | St. Croix            | 02:51:45 | |
| 2000          | 1    | USA Triathlon Elite National Championships | Chicago              | 02:00:05 | US-amerikanische Meisterin – Zweite in der Gesamtwertung der internationalen Starter                                          |
| 2000          | 1    | Ironman 70.3 Buffalo Springs               | Lubbock              |          | |
| 11. Sep. 1999 | 15   | ITU Triathlon World Championships          | Montreal             | 01:58:04 | Weltmeisterschaft auf der olympischen Distanz (1,5 km Schwimmen, 40 km Radfahren und 10 km Laufen)                            |
| 1999          | 2    | St. Croix Triathlon                        | St. Croix            |          | |
| 1999          | 2    | USA Triathlon Elite National Championships | Chicago              | 02:03:06 | Internationales Starterfeld – in der Gesamtwertung Dritte                                                                     |
| 1998          | 2    | USA Triathlon Elite National Championships | Oceanside            | 02:06:13 | |
| 1997          | 1    | The Endurance                              | Cambridge (Maryland) |          | |

| Datum/Jahr    | Rang | Wettbewerb            | Austragungsort | Zeit     | Bemerkung                                                      |
| ------------- | ---- | --------------------- | -------------- | -------- | -------------------------------------------------------------- |
| 15. Apr. 2007 | 2    | Ironman Arizona       | Tempe          | 09:37:29 | hinter der Kanadierin Samantha McGlone                         |
| 25. Juni 2006 | 1    | Ironman Coeur d’Alene | Idaho          | 09:31:07 | Joanna Zeiger schafft ihren zweiten Sieg über die Langdistanz. |
| 28. Mai 2005  | 1    | Ironman Brasil        | Florianópolis  | 09:31:43 |                                                                |
| 28. Aug. 2004 | 2    | Ironman Canada        | Penticton      |          |                                                                |
| 10. Nov. 2001 | 3    | Ironman Florida       | Panama City    |          |                                                                |
| 29. Juli 2001 | 2    | Ironman USA           | Lake Placid    |          |                                                                |
| 14. Okt. 2000 | 5    | Ironman Hawaii        | Hawaii         | 09:40:23 | Ironman World Championship                                     |
| 23. Okt. 1999 | 6    | Ironman Hawaii        | Hawaii         |          |                                                                |
| 18. Okt. 1997 | 9    | Ironman Hawaii        | Hawaii         | 10:14    |                                                                |

| Datum/Jahr    | Rang | Wettbewerb                             | Austragungsort | Zeit     | Bemerkung                                      |
| ------------- | ---- | -------------------------------------- | -------------- | -------- | ---------------------------------------------- |
| 16. Jan. 2015 | 1    | USA Half Marathon Championship Masters | Houston        | 01:19:19 | Siegerin in der Klasse Masters im Halbmarathon |
| 17. Aug. 2014 | 1    | Revel Rockies Half Marathon            | Denver         | 01:14:03 | Halbmarathon                                   |
| 17. März 2014 | 1    | Shamrock Marathon                      | Virginia Beach | 02:43:58 |                                                |
| 14. Jan. 2014 | 1    | USA Half Marathon Championship Masters | Houston        | 01:16:45 | Siegerin in der Klasse Masters im Halbmarathon |
| 5. Mai 2013   | 1    | Colorado Half Marathon                 | Fort Collins   | 01:18:27 | Halbmarathon                                   |

(DNF – Did Not Finish)